# Cero Muertes Maternas por Hemorragia
Cero muertes maternas por hemorragia "es una iniciativa de la Organización Panamericana de la Salud/ Organización Panamericana de la Salud (OPS/OMS) y su Centro Latinoamericano de Perinatología, Salud de la Mujer y Reproductiva (CLAP/SMR) dedicado a prevenir que las mujeres mueran como consecuencia de una hemorragia posparto".

## Cero Muertes Maternas por Hemorragia
La hemorragia "es la segunda causa de muerte materna en las Américas, una realidad inaceptable que queremos cambiar, dando acceso a las mujeres a los servicios de salud que necesitan, con calidad, respetando sus derechos, fortaleciendo al personal, equipándolo con tecnologías simples y abordando las barreras geográficas y culturales".

Cero Muertes Maternas por Hemorragia
ÚNETE para lograr reducir las muertes maternas por hemorragia a CERO
El proyecto moviliza a los gobiernos, la sociedad civil y las comunidades principalmente de áreas de Bolivia, Guatemala, Haití, Perú y República Dominicana donde la hemorragia obstétrica es la primera causa de muerte materna.
La iniciativa busca salvar la vida de las madres y evitar las consecuencias de su pérdida para las familias y el desarrollo de los países.
Para lograrlo, se plantea el fortalecimiento de los servicios de salud, derribando las barreras de acceso y capacitando al personal para que pueda manejar la hemorragia obstétrica. También, asegurando la disponibilidad de sangre segura para transfusiones y los medicamentos esenciales que pueden salvar.
Cero muertes maternas por hemorragia trabaja también para empoderar a las mujeres, para que se respeten sus derechos y su idiosincrasia, y fomentar que busquen a tiempo asistencia médica calificada.
El proyecto aborda el binomio madre hijo desde antes de la concepción. Se promueven acciones de planificación familiar, así como también, medidas para asegurar al recién nacido el mejor comienzo en la vida, como el corte del cordón umbilical a las tres minutos de nacido para mejorar sus niveles de hierro y evitar el riesgo de una anemia, y la promoción de la lactancia materna.
Cero muertes maternas por hemorragia se implementa desde 2014 con el apoyo de la Federación Latinoamericana de Sociedades de Obstetricia y Ginecología (FLASOG).
Organización de las Naciones Unidas

## Cero muertes maternas
- La iniciativa
  - Diagnóstico
  - Planificación
  - Acción
  - Información y vigilancia
- Los países
- Lo que tú puedes hacer
  - Pasa la voz